# Cromosoma 7
Con il nome di cromosoma 7 si indica, per convenzione, il settimo cromosoma umano in ordine di grandezza.
Come di ogni autosoma, si hanno due copie anche del cromosoma 7.
Il cromosoma 7 possiede all'incirca 158 milioni di nucleotidi. I due cromosomi 7 rappresentano all'incirca il 5,5% del DNA totale nelle cellule umane. Sul cromosoma 7 sono stati individuati circa 1200 geni. Si ritiene però possa contenerne fino a 1400 (non è possibile indicare un numero preciso di geni, dal momento che esistono diversi approcci per il calcolo di tale numero).
Il numero di polimorfismi a singolo nucleotide (SNP) individuati è di oltre 600.000.

## Geni
I seguenti geni sono alcuni di quelli localizzati sul cromosoma 7:
- ASL: argininsuccinato liasi;
- CCL24: ligando 24 di chemochina a motivo C-C (scya24);
- CCL26: ligando 26 di chemochina a motivo C-C (scya26);
- CCM2: gene responsabile della malformazione cavernosa cerebrale 2;
- CFTR: proteina regolatrice della conduttanza transmembrana (correlata alla fibrosi cistica);
- COL1A2: collagene, tipo I, catena alfa 2;
- CLIP2 o CYLN2: proteina legante 2 contenente il dominio CAP-GLY
- DFNA5: gene responsabile della sordità, autosomiale dominante 5
- DDC: L-aminoacidi-aromatici decarbossilasi
- DLD: diidrolipoammide deidrogenasi (componente E3 del complesso della piruvato deidrogenasi, del complesso 2-oxi-glutarato, catena ramificata del complesso della chetoacido deidrogenasi)
- ELN: elastina (stenosi aortica sopravalvolare, sindrome di Williams-Beuren)
- FOXP2: proteina box testa biforcata 2
- GARS: glicil-tRNA sintasi
- GTF2I: fattore generale di trascrizione II, i
- GTF2IRD1: GTF2I contenente domini ripetuti 1
- GUSB: beta-glucuronidasi
- HSPB1: proteina dello shock da calore da 27kDa, 1
- KCNH2: canale del potassio voltaggio-dipendente, sottofamiglia H, membro 2
- KRIT1: KRIT1, contenente ripetizioni di anchirina
- LIMK1: Chinasi con dominio LIM, 1
- NCF1 o p47 phox: fattore neutrofilo citosolico 1, (granulomatosi cronica, autosomiale 1)
- PMS2: aumentata segregazione postmeiotica 2 (S. cerevisiae)
- RELN: Relina. Lissencefalia, schizophrenia.
- SBDS: Sindrome di Shwachman-Bodian-Diamond
- SLC25A13: famiglia 25 dei carrier solubili, membro 13
- SLC26A4: famiglia 26 dei carrier solubili, membro 4
- TFR2: recettore 2 della transferrina
- TPST1: tirosilprotein solfurotransferasi 1

## Malattie
Le seguenti malattie hanno una qualche correlazione con i geni del cromosoma 7:
- aciduria da argininosuccinato
- Sindrome di Asperger
- Malformazione cavernosa cerebrale
- Morbo di Charcot-Marie-Tooth
- Citrullinemia
- Assenza congenita bilaterale dei vasi deferenti
- Fibrosi cistica
- atrofia muscolare spinale distale, tipo V
- Sindrome di Ehlers-Danlos, e del tipo atroclasia e classico
- Emocromatosi
- Emocromatosi, tipo 3
- Cancro colonrettale ereditario non-polipotico
- Lissencefalia
- Malattia dell'urina a sciroppo d'acero
- diabete del giovane d'inizio maturità, tipo 2
- Mucopolisaccaridosi tipo VII o Sindrome di Sly syndrome
- Sindrome mielodisplastica
- sordità nonsindromica, sia autosomica dominante che autosomica recessiva
- osteogenesi imperfetta, tipi I, II, III, IV
- Malattia granulomatosa cronica p47-phox deficiente
- Sindrome di Pendred
- Sindrome di Romano-Ward
- Sindrome di Shwachman-Diamond
- Sindrome di Williams

## Aberrazioni cromosomiche e genomiche
Le seguenti condizioni sono causate da cambiamenti nella struttura o nel numero di copie del cromosoma 7:
- La Sindrome di Williams è causata dalla delezione di materiale genetico dal braccio lungo (q) del cromosoma 7. La regione eliminata è localizzata nella banda 11.23 (ovvero del7q11.23). Questa regione include più di 20 geni, i ricercatori credono che le caratteristiche della sindrome di Williams siano da imputare alla perdita di tali geni. Sebbene alcuni dei geni specifici della sindrome di Williams siano stati identificati, la relazione tra molti dei geni presenti nella regione eliminata e i sintomi della sindrome è sconosciuta.

- Altri cambiamenti nel numero e nella struttura del cromosoma 7 causano ritardo della crescita e dello sviluppo, ritardo mentale, tratti facciali caratteristici, anormalità scheletriche, problemi di locuzione ed altri problemi medici. Tra tali cambiamenti sono incluse, copie soprannumerarie di parti del cromosoma 7 (trisomia 7 parziale) o perdita di una copia di frammenti del cromosoma (monosomia 7 parziale). È stata riscontrata anche una struttura di cromosoma ad anello, detta cromosoma 7 ad anello. Un cromosoma di questo tipo si forma quando entrambe le parti distale del braccio lungo e corto si rompono e i rimanenti si saldano.

- Trisomia e monosomia totale sono incompatibili con la vita.